# Lisa Ann Walter
Lisa Ann Walter (Silver Spring, Maryland, 3 augustus 1963) is een Amerikaanse actrice, comédienne, schrijfster en filmproducer. Ze was onder andere te zien in films als The Parent Trap (1998), Bruce Almighty, Shall We Dance? en in War of the Worlds als Cheryl. Ze is ook een jurylid in de realityserie van ABC, The Next Best Thing: Who Is the Greatest Celebrity Impersonator?